# ريبيكا إلجار
ريبيكا إلجار (بالإنجليزية: Rebecca Elgar)‏ هي كاتبة للأطفال وكاتِبة بريطانية، ولدت في 1956 في لنكولن في المملكة المتحدة.